# Dany Theis
Daniel Theis (Esch-sur-Alzette, 11 settembre 1967 – 29 dicembre 2022) è stato un calciatore lussemburghese, di ruolo centrocampista.

## Carriera

### Club
Ha giocato nella massima serie lussemburghese con Jeunesse Esch e Progrès Niedercorn.

### Nazionale
Con la Nazionale lussemburghese ha giocato 35 partite dal 1991 al 2001.